# Puccinia aegopodii

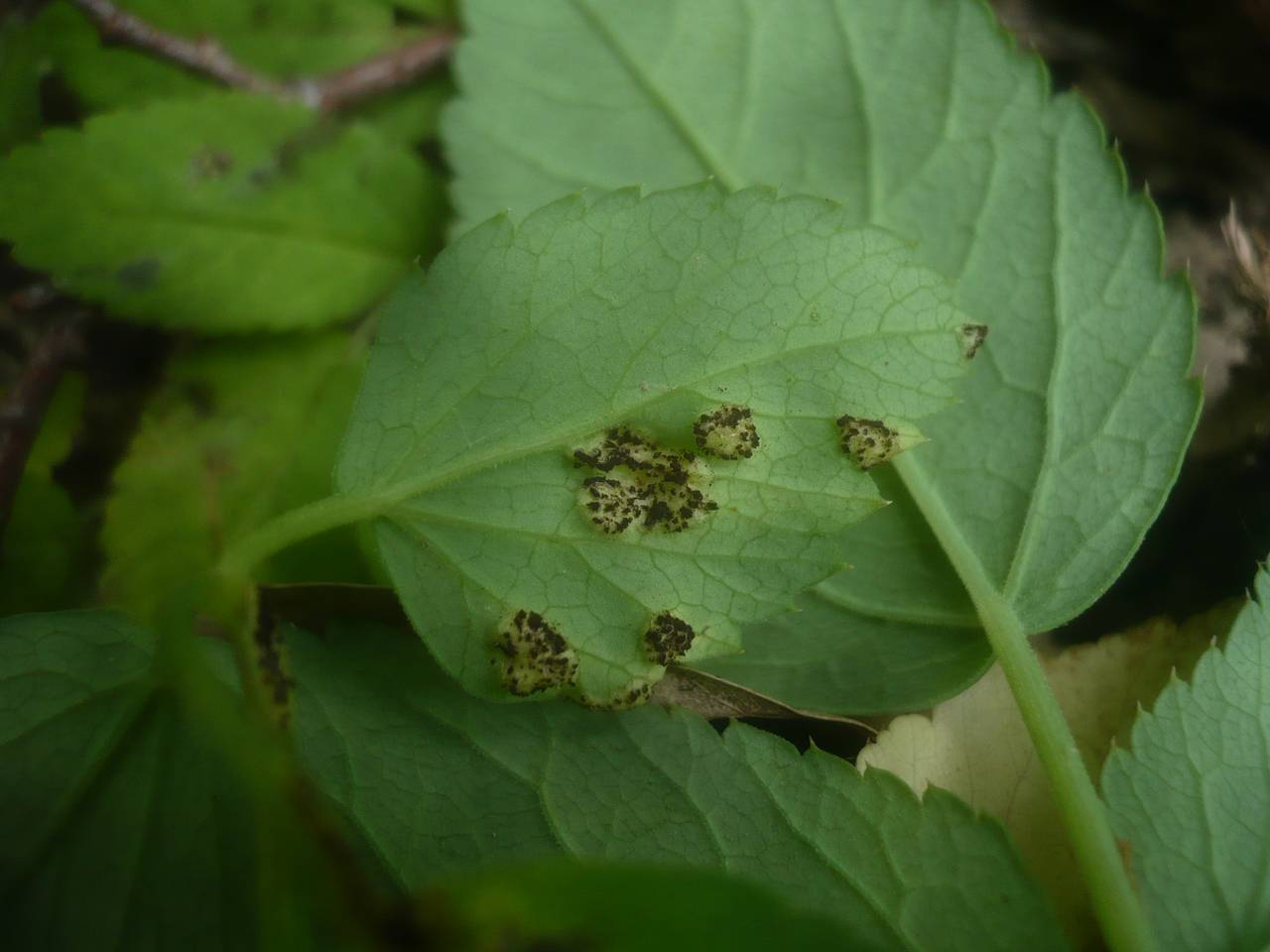

Puccinia aegopodii (Schumach.) Link – gatunek grzybów z rodziny rdzowatych (Pucciniaceae). Grzyb mikroskopijny, pasożytujący na podagryczniku pospolitym (Aegopodium podagraria). Jest pasożytem obligatoryjnym, wywołuje chorobę zwaną rdzą. Występuje w całej Europie i Azji.

## Systematyka i nazewnictwo
Pozycja w klasyfikacji według Index Fungorum: Puccinia, Pucciniaceae, Pucciniales, Incertae sedis, Pucciniomycetes, Pucciniomycotina, Basidiomycota, Fungi.
Po raz pierwszy zdiagnozował go w 1803 r. Christian Friedrich Schumacher, nadając mu nazwę Uredo aegopodii. Obecną, uznaną przez Index Fungorum nazwę nadał mu Heinrich Friedrich Link w 1817 r.
Synonimy:
- Aecidium aegopodii Rebent. 1804
- Caeoma aegopodii (Rebent.) G. Winter 1881
- Caeoma aegopodii (Schumach.) Link 1825
- Dicaeoma aegopodii (Schumach.) Kuntze 1898
- Micropuccinia aegopodii (Schumach.) Arthur & H.S. Jacks. 1921
- Puccinia aegopodii (Schumach.) Link 1817 var. aegopodii
- Puccinia aegopodii var. bunii Desm. 1846
- Uredo aegopodii (Rebent.) G. Winter 1881
- Uredo aegopodii Schumach. 1803

## Rozwój i morfologia
Jest pasożytem jednodomowym, tzn. cały jego cykl rozwojowy odbywa się na jednym żywicielu. Jest też rdzą niepełnocyklową – wytwarza tylko jeden rodzaj zarodników – teliospory.
Na porażonych liściach podagrycznika powstają brązowoczarne plamy ograniczone nerwacją liścia, a wokół nich żółte, chlorotyczne otoczki. W ich obrębie na obydwu stronach blaszki liściowej, ale głównie na dolnej, pod skórką rośliny, tworzą się okrągławe telia otoczone pękniętą skórką. Powstają w nich cynamonowo-brązowe do ciemnobrązowych, elipsoidalne lub podłużne teliospory. Są dwukomórkowe, lekko zwężone na przegrodzie i zaokrąglone na końcach. Mają rozmiar (12–) 16–22 × (22–) 26–35 μm (średnio 18,7 × 30,3 μm). Ściana o grubości 1–2 (–2,5) μm, ciemnobrązowa do kasztanowej. Pora rostkowa zrogowaciała, położona zwykle blisko przegrody. Przeważnie posiada bezbarwną, przezroczystą, kopułowatą wyniosłość. Zarodniki wydostają się na zewnątrz przez pęknięcia w skórce rośliny.
Na Puccinia aegopodii pasożytuje nadpasożyt Ramularia uredinarum.